# Gonzales Coques

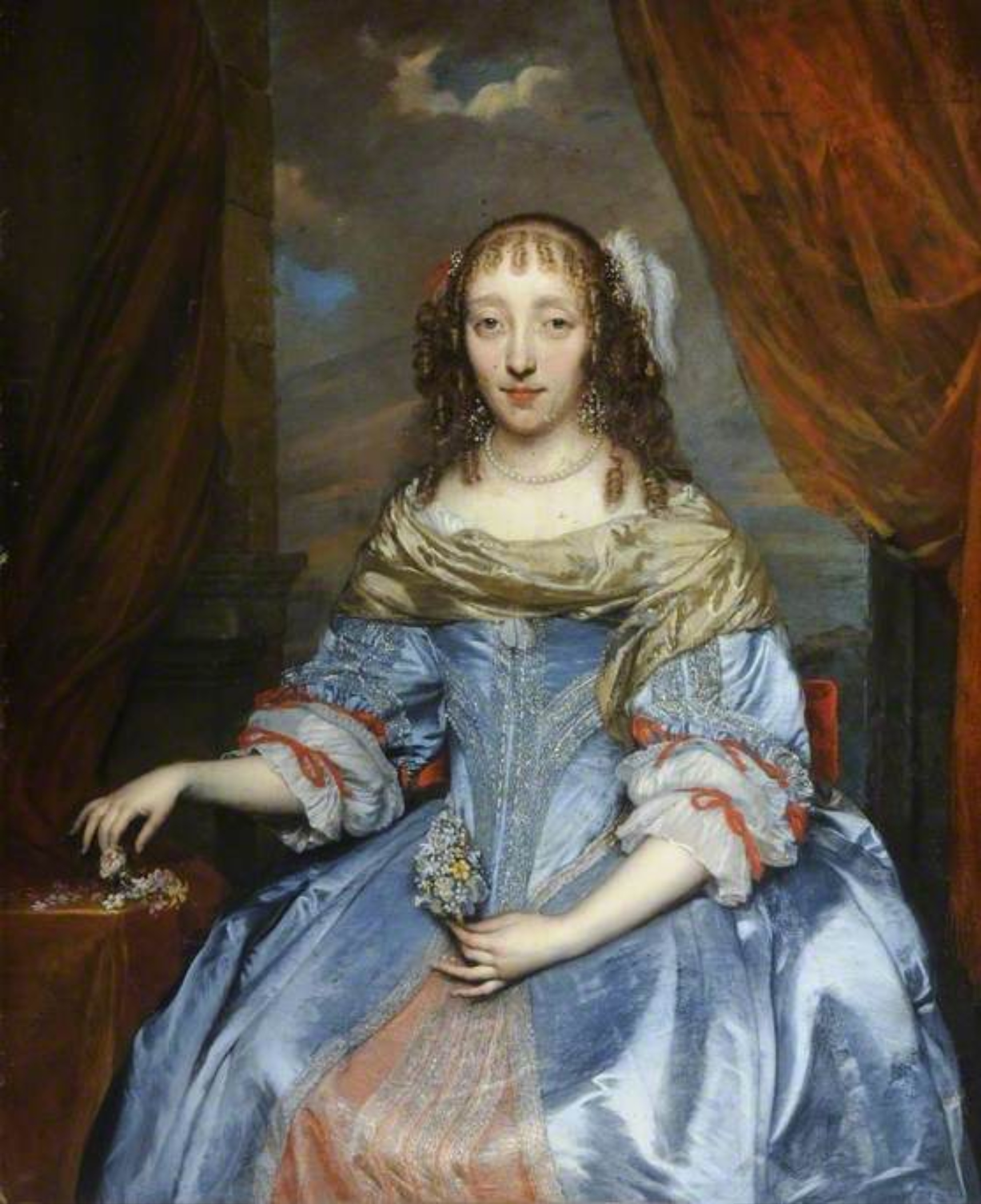
Senhora em um Vestido de Cetim Azul

Gonzales Coques (ou Gonzalve Coc, Gonsaeles Cocx, Gonzales Coquez, Gonsalo Kocks, Gonsael Kockque ou mesmo Gonzales Cocx, como referido na Guilda de São Lucas) (entre 1614 e 1618 - 18 de abril, 1684) foi um pintor flamengo de retratos e cenas históricas.   Pela proximidade artística com Anthony van Dyck, recebeu o nome de de kleine van Dyck (o pequeno van Dyck).  Coques também trabalhou como marchand. 

## Vida
Nasceu em Antuérpia possivelmente em  1618 (de acordo com o biógrafo Cornelis de Bie na obra Het Gulden Cabinet).  Foi aluno de Pieter Brueghel, o Jovem ou de seu filho, Pieter Brueghel III. David Rijckaert II é mencionado como seu professor em um retrato gravado por Joannes Meyssens, incluído na obra Image de divers hommes, de 1649. Casou-se com Catharina Ryckaert, filha de David. Foi membro da Câmara de retórica de Antuérpia e serviu duas vezes como diretor da Guilda de São Lucas.
Foi pintor da corte de Juan Domingo de Zuñiga y Fonseca, governador dos Países Baixos do Sul, que morava em Bruxelas, e trabalhou para clientes da aristocracia como João José de Áustria, Frederico Guilherme, Eleitor de Brandemburgo e Frederico Henrique, Príncipe de Orange. Trabalhou na decoração do Palácio de Huis ten Bosch, a casa de campo de Amália de Solms-Braunfels.
De acordo com análises estilísticas é possível que tenha trabalhado para van Dyck na Inglaterra e realizado trabalhos para Carlos I de Inglaterra, Henrique Stuart e Carlos II de Inglaterra.

## Obra
Pintava principalmente retratos individuais e de família, executados em escala menor do que o que era feito à época (Conversation pieces). Contudo, também trabalhou com retratos e pinturas históricas em grande escala, com colaboração de outros pintores, para a corte em Haia.
É conhecido principalmente por seus retratos e, em particular, por seus retratos em grupo, influenciados por Rubens e, principalmente, van Dyck. Suas obras apresentavam pessoas em atividades comuns do dia a dia, em suas casas e jardins, sendo obras narrativas em essência.
Pintou algumas séries de retratos alegóricos sobre os cinco sentidos, onde os modelos foram artistas de Antuérpia à época. O conjunto que está no Museu Real de Belas Artes de Antuérpia tem os seguintes retratos: Audição (Jan Philip van Thielen), Olfato (Lucas Faydherbe), Tato (Pieter Meert) e Paladar (possivelmente um autorretrato).  Há outros grupos de obras semelhantes em museus de Sibiu, Romênia e na National Gallery em Londres (Visão com Robert van den Hoecke).
Gonzales Coques também trabalhou nas chamadas pinturas de galerias, assim como Frans Francken, o Jovem, Jan Brueghel, o Velho,  Jan Brueghel, o Jovem, Cornelis de Baellieur, Hans Jordaens, David Teniers, o Jovem, Gillis van Tilborch, Wilhelm Schubert van Ehrenberg e Hieronymus Janssens. Essas obras consistiam em cenas de grandes e amplas salas elegantes, reais ou imaginárias, onde se encontravam pinturas, obras de arte e objetos preciosos.
Coques colaborava regularmente com outros artistas, tais como Frans Francken, o Jovem, Frans Wouters, Gaspar de Witte, Jacques d'Arthois, Jan Peeters I, Pieter Neefs, o Velho, Pieter Neefs, o Jovem, Dirck van Delen, Daniel Seghers, Pieter Thijs, Justus Danneels e Pieter de Witte II. Acredita-se que tenha colaborado com Hendrick van Balen, Gerard Seghers, Jan Brueghel, o Jovem e Catarina Ykens-Floquet em pinturas de guirlandas.